# Les Invisibles (film, 1906)
Pour plus de détails, voir Fiche technique et Distribution.
Les Invisibles est un film muet français réalisé par Gaston Velle, produit par Pathé Frères et sorti en 1906.

## Synopsis
Un scientifique concocte une potion qui peut rendre les gens invisibles pendant de courtes périodes. Deux escrocs volent la potion et commettent une série de crimes.

## Fiche technique
- Titre : Les Invisibles
- Réalisation : Gaston Velle.
- Société de production : Pathé Frères
- Pays d'origine :  France
- Durée : 8 minutes
- Dates de sortie :
  - États-Unis : 14 avril 1906
  - France : 19 avril 1906
- Format : Noir et blanc